# Podstakannik

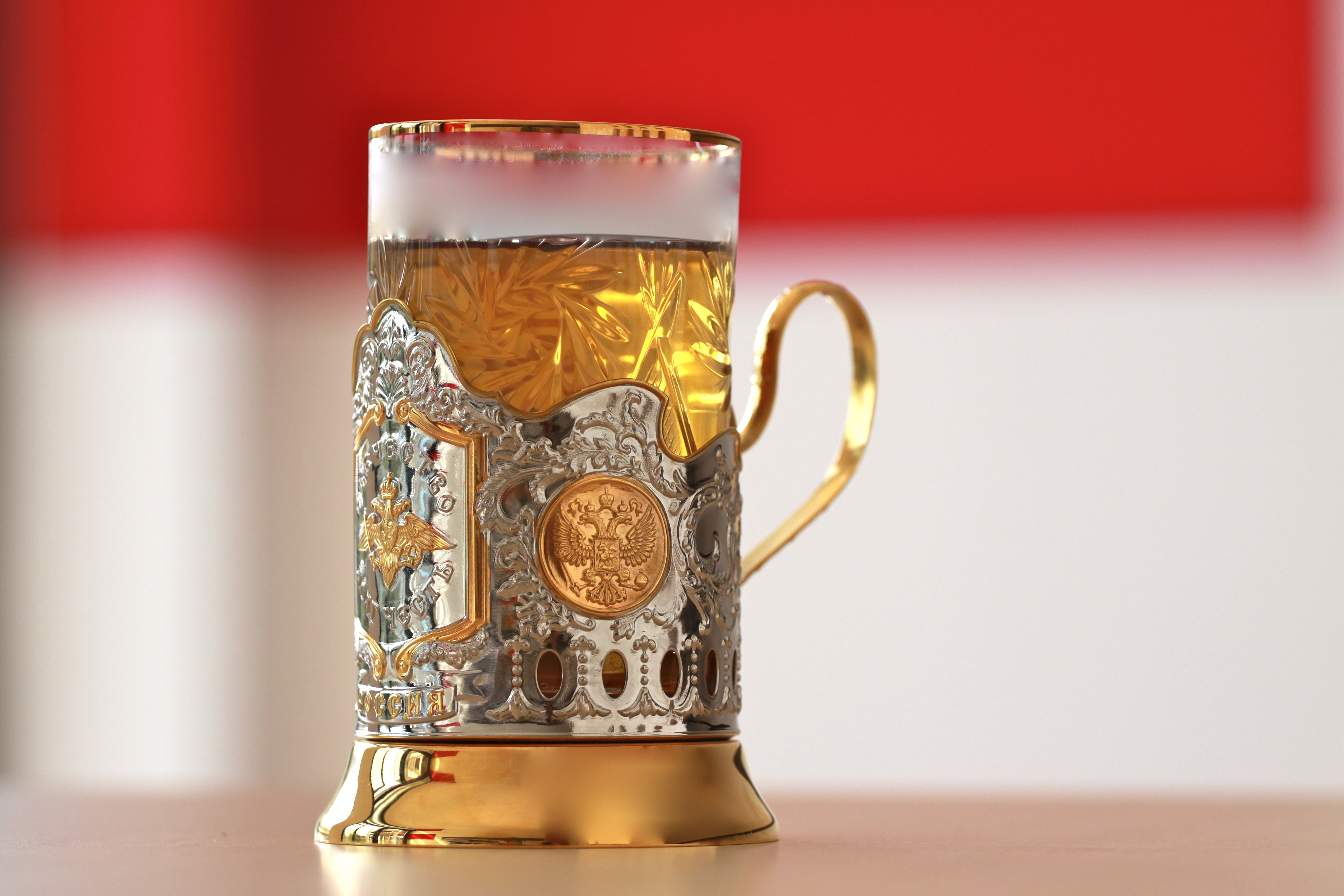
Ein Teeglas mit vergoldetem Podstakannik

Ein Podstakannik (russisch подстаканник; под, pod – „unter“; стакан, stakan – „Glas“; wörtlich „Ding bzw. etwas unter dem Glas“) ist der traditionelle russische Glashalter mit Henkel, mit dem die heißen Teegläser gefahrlos in der Hand gehalten werden können.

## Produktion

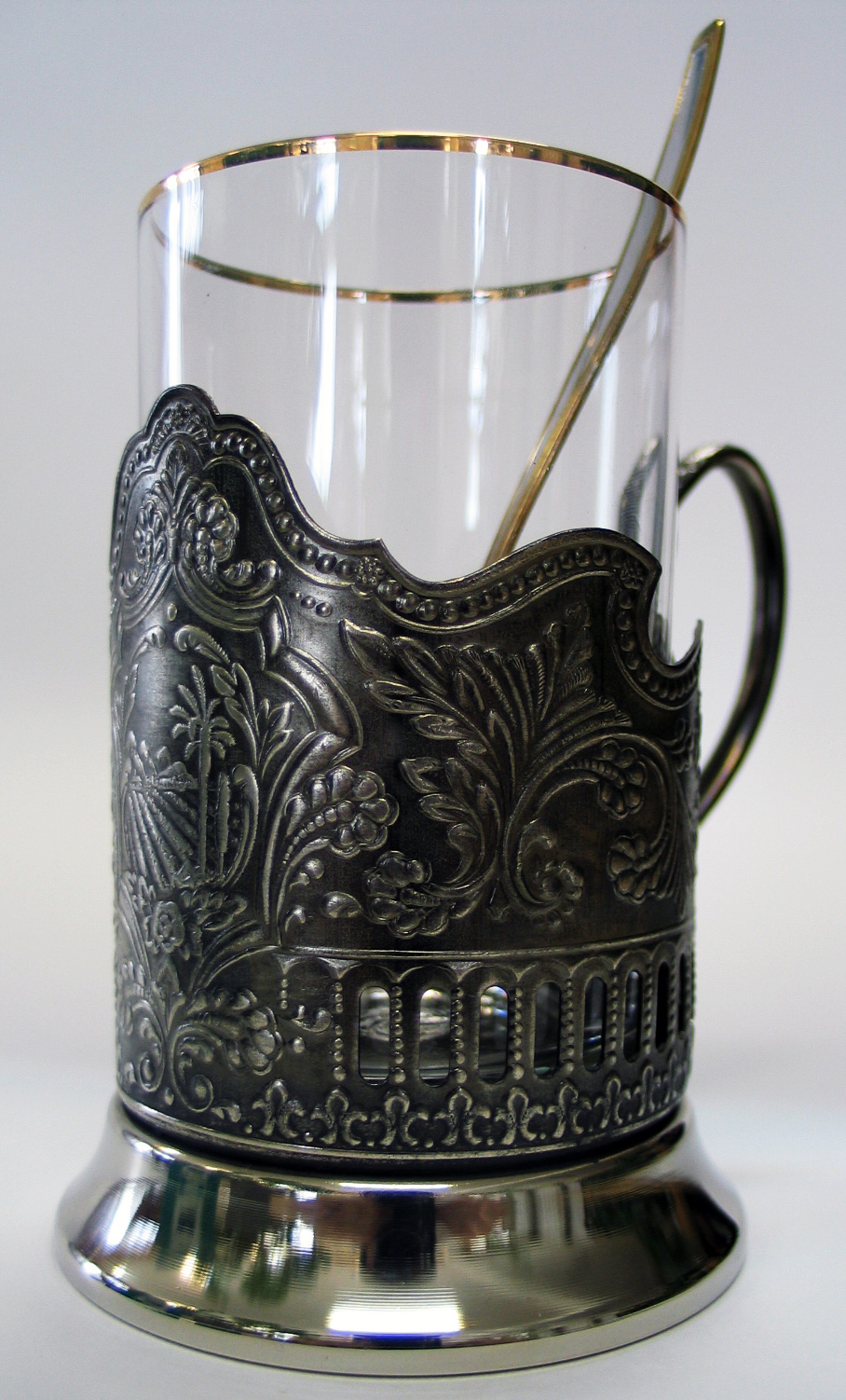
Ein Glas mit Podstakannik

Die meisten russischen Podstakanniki werden in der Stadt Koltschugino in der Oblast Wladimir hergestellt, die an der Eisenbahnstrecke Moskau–Belkowo–Iwanowo liegt (Streckenkilometer 172 ab Moskau). Der Moskauer Kaufmann Alexander Grigorjewitsch Koltschugin (1839–1899) gründete Koltschugino 1871 als Arbeitersiedlung neben seiner Fabrik für Erzeugnisse aus Kupfer, später auch für Edelmetalle und Legierungen. Bis heute produzieren die Werke Koltschugzmetmet und die Koltschug-Mizar AG basierend auf der über hundertjährigen Tradition Essgeschirr und -bestecke sowie die Podstakanniki.
In der Sowjetunion wurden gewöhnliche Podstakanniki aus billigen Nickel-Silber oder Kupfer-Nickel Legierungen hergestellt. Teurere Glashalter, die mehrheitlich für den Export bestimmt waren, wurden versilbert oder vergoldet.
Heute werden die gewöhnlichen Podstakanniki aus einer Nickel-Kupfer-Zink-Legierung produziert, die auch als Neusilber oder Hotelsilber bezeichnet wird. Dieses zeichnet sich wegen des hohen Nickelgehalts durch besondere Härte und Korrosionsbeständigkeit aus. Teurere Glashalter erhalten eine dekorative Beschichtungen aus Silber oder Gold. Podstakanniki aus reinem Silber werden zwar gelegentlich hergestellt, bedingt durch die gute Wärmeleitfähigkeit sind sie allerdings nicht besonders praktisch. Im Künstler-Städtchen Mstjora in der Oblast Wladimir, 250 km nordöstlich von Moskau, werden heute auch kostbare ziselierte Glashalter gefertigt.

## Design

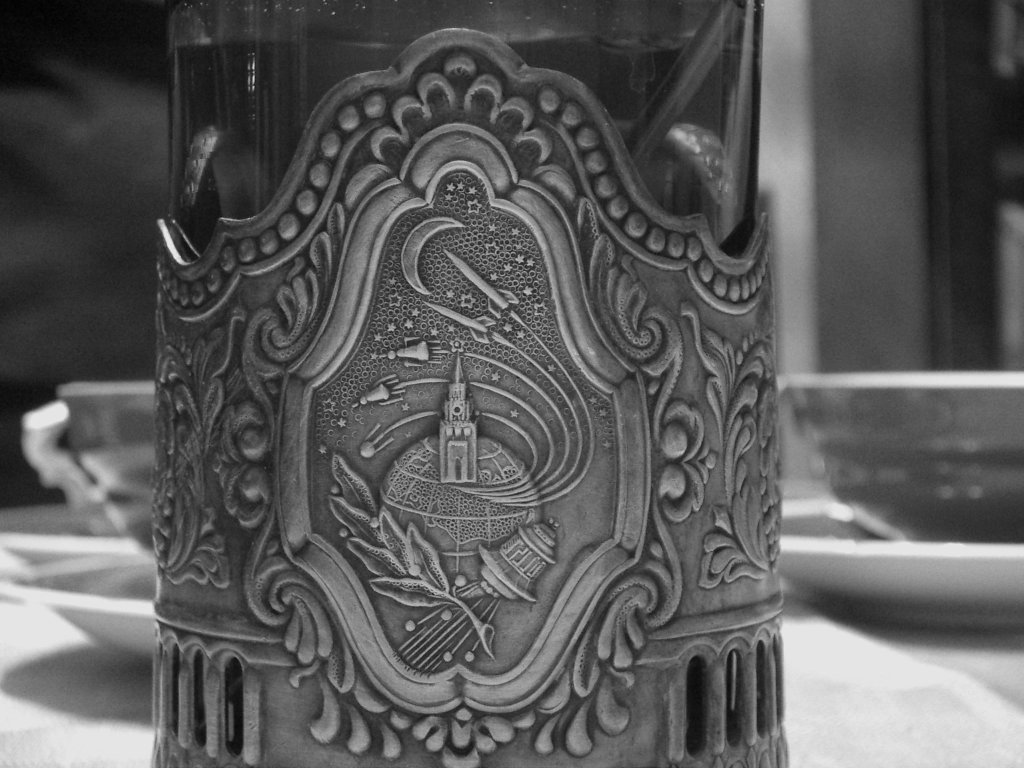
Podstakannik aus den 1950er Jahren mit Sputnik

Das Design der Glashalter selbst hat sich seit über 100 Jahren kaum verändert, da die Form von der Funktion bestimmt wird: Der Teetrinker soll das heiße Teeglas am Henkel des Glashalters gefahrlos in der Hand halten können und es soll in fahrenden Zügen sicher auf dem Tisch stehen bleiben.
Hingegen änderten sich die zeitgenössischen Motive, mit denen die Podstakanniki geschmückt werden. Ganze Glashalter-Serien zu Gedenktagen, ehemals sowjetischen Heldenstädten, zeitgenössischer Architektur und prominenten Persönlichkeiten geben dadurch Podstakanniki-Sammlern einen guten Überblick über die russische und sowjetische Geschichte.
Bei den billigeren Glashaltern werden die Motive von einem Werkzeug in die Legierung geprägt, bei den teureren Podstakanniki mit einer Lasergravur in die Gold- oder Silber-Beschichtung gelasert.